# Skunk Fu – Balhé a völgyben
A Skunk Fu – Balhé a völgyben (eredeti cím: Skunk Fu!) 2007-ben indult ír televíziós 2D-s számítógépes animációs sorozat, amelyet Aidan Harte rendezett. Az animációs játékfilmsorozat forgatókönyvét Thomas Krajewski és Greg Grabianski írták. A zenéjét Chris Bemand szerezte. A tévéfilmsorozat a  Cartoon Saloon, a Telegael és a Cake Entertainment gyártásában készült, a Cartoon Network forgalmazásában jelent meg. Műfaja harcművészeti filmsorozat. Írországban mind az 52 részét a Cartoon Network vetítette, Magyarországon szintén a Cartoon Network sugározza.

## Ismertető
A völgyben sok állat él, akikre a Sárkány birodalmáról sok veszély leselkedik. A völgyben Panda a legidősebb és legbölcsebb. Tanítványa Borzas, akit kungfuzni tanít. Borzas nagyon ügyes és bátor fickó. Borzas jó ötleteivel mindig füstbe megy a Nindzsa majmok, Babuin és Sárkány terve. A völgyiek ellenségeit nem tántorítja el semmi sem tervüktől. Borzas bűzös hátsójának is köszönhetően menekülnek meg gyakran a veszélyektől. Panda már sok jót tanított meg Borzasnak és az idő folyamán eldől, hogy Borzas mennyire áll készen a kihívásra.

## Szereplők

A szereplők: Borzas, Panda és Nyuszi

- Panda / Pandi – A völgyiek vezére, ő a legöregebb és a legbölcsebb a völgyben. Nagy Kung Fu mester, sok mindent megtanít a tanítványának Borzasnak.
- Borzas / Borzi / Büdi – Ő a legfiatalabb a völgyben. Panda tanítványa, nagyon okos és bátor. Megvédi a völgyet a Sárkánytól. Sok mindent meg akar ismerni.
- Nyuszi – Borzas barátja. Panda mellett ő is szeretne tanítani saját iskolájában. De a terveit olykor túlzásba viszi.
- Röfi – Borzas barátja. Szeret a sárban hemperegni. Ismer egy-két jó cselt.
- Tigris – Borzas barátja. Nagyon jó harcra képes.
- Brekk mester – Egy zöld béka aki a legyeket fogja meg a tónál.
- Teki mester – Egy bölcs teknős, ő is ismereteket ad Borzasnak.
- Kígyó – Egy kígyó aki segít a Nindzsa majmok ellen harcolni.
- Sási – Borzas segédje. Segít a barátok megmentésében.
- Csőri – Egy nagyképű kismadár. Versenyeken a völgyiek bírája.
- Daru – Egy jó cselekedetű madár.
- Mú – Tudatlan tehén. De önmagában sok a jó ötlete.
- Hal uraság – Egy néha mogorva, de kedves hal a tónál.
- Róka – Egy kedves vörös róka a völgyben, aki mindig segít Borzasnak.
- Bőr uraság – Teki mester eleven bőrkesztyűje. Jó tanácsokat ad a völgyieknek, ha bajuk adódik.
- Hápi asszonyság – Egy kedves kacsa.
- Méhek – A völgy méhkasának lakói.
- Lámpi – Egy kis szentjánosbogár. Borzas játszótársa.
- Szentjánosbogarak – Éjszaka megvilágítják a völgyet.
- Nindzsa majmok – Babuin katonái. Rajtuk keresztül támadja meg Babuin a völgyet. Nem beszélnek csak kvakkognak.
- Babuin – A Nindzsa majmok vezére. Bosszút akar állni a völgyiekre, a Nindzsa majmok segítségével.
- Sárkány – Panda öreg barátja. Mikor az égiek megbüntették a völgyieken akar azóta bosszút állni. Babuin a segédje. Rajta és a Nindzsa majmokon keresztül tervezgeti a völgyiek elpusztítását.

## Magyar hangok
- Sótonyi Gábor – Panda
- Kossuth Gábor – Borzas
- Breyer Zoltán – Nyuszi
- Láng Balázs – Babuin
- Dögei Éva – Róka
- Bókai Mária – Hápi asszonyság
- Markovics Tamás – Csőri
- Dolmány Attila – Mú
- Előd Botond – Röfi
- Bácskai János – Tigris
- Pálmai Szabolcs – Brekk mester
- Szatmári Attila – Sárkány

## Epizódok
Ahol az epizódnál nem szerepel magyar cím, az azért van, mert valószínűleg még nem adták le magyarul, így nem is lehet tudni az angol cím magyar megfelelőjét.
A többinél a televízióban sugárzott címek szerepelnek.
1. A rivalizálás művészete
2. A ragasztás művészete
3. A nevettetés művészete
4. A majomlövészet művészete
5. A hozzáállás művészete
6. A bosszúállás művészete
7. Az alagútásás művészete
8. A gesztenyézés művészete
9. Az agyatlanság művészete
10. A gyümölcsevés művészete
11. A sötét látás művészete
12. Az álom irányításának művészete
13. Az állattartás művészete
14. A tolvajlás művészete
15. Az agymosás művészete
16. A teknős less művészete
17. A gombászás művészete
18. A türelem művészete
19. A kaviccsá válás művészete
20. A felelősséghárítás művészete
21. A kacarászás művészete
22. A dióba szorulás művészete
23. Az érintés művészete
24. A vendéglátás művészete
25. A mázli művészete
26. A kitartás művészete
27. A villámlás művészete
28. A beugratás művészete

## Emlékezetes idézetek
Panda idézete: „Kezdetekben a völgyet Sárkány védte, de az égiek megbüntették önteltségéért, minket okolt, jégbörtönébe zárva tervezgeti elpusztításunk, egyetlen reménységünk a tanítványom Borzas.”
A pekk marka idézete: „Balszerencse, baj és őrület, teher, csapás és félelem, pekk marka szentfoltja, a pekk hatalmát ruházd ránk.”
A mázli marka idézete: „Áldás, vidámság és öröm, asztalunk alatt disznó röfögjön, mázli marka légy oly kegyes, ruházd ránk a szerencsédet.”